# Nupserha aurodiscalis
Nupserha aurodiscalis là một loài bọ cánh cứng trong họ Cerambycidae.